# 今里筋線
今里筋線（日语：／ Imazatosuji sen */?）是大阪地下鐵的路線之一，连结大阪府大阪市東淀川區的井高野站和東成区的今里站，於2006年（平成18年）12月24日開業。
线路的正式名稱為高速電氣軌道第8號線，在鐵道要覽中以今里筋線（8號線）記載，其英文代号為「I」，代表颜色为橙色。

## 路線資料
- 路線距離（實際距離）：11.9 km
- 軌距：1435 mm
- 站數：11個（包括首末站）
- 複線路段：全線
- 電氣化路段：全線（直流 1500 V、高架電纜）
- 閉塞方式：車內信號式（CS-ATC，TASC）
- 最高速度：70 km/h
- 編組輛數：4輛（2006年至今）
- 月台最大編組輛數：6輛
- 最大混雜率（2012年度，往今里方向）：69.8%（鴫野站→綠橋站間）[1]
- 最大混雜率（2012年度，往井高野方向）：55.9%（鴫野站→蒲生四丁目站間）[1]

## 概要
與長堀鶴見綠地線一樣，本線採用直线电机列車，全線月台均在通車時已配備月台閘門。
淀川地下走的鐵道路線為繼JR東西線路線第二條路線。於JR大阪環狀線的內側通行初的地下鐵路線，國道479號（大阪內環狀線）、國道163號、國道1號（京阪國道）、今里筋（市道大阪環狀線（都市計劃道路森小路大和川線））的地下走行，於大阪市東部南北縱斷走行，放射狀延的地下鉄路線與京阪本線，片町線（學研都市線）連接。全是大阪市內路線，太子橋今市車站附近的守口市通行。沿線的住宅地居多。
建設費約2,718億日元（井高野 - 今里間）。今後，今里筋之地下的今里之湯里六丁目伸延計劃，本工事費用約1,320億日元。
今里筋線單獨站之改札，既存站新設有關今里筋線約改札，上部設現時刻・發車時刻・列車接近的案內的裝備。月台同樣有發車時刻的表示。
今里筋線開通後，今里站 - 關目成育站地的上走行的大阪市營巴士之班次減少，今里筋線的站間隔比較遠，地上電車換乘時間較久，巴士1小時約2 - 3班的間隔運行。
本線大部份車站設有地下單車泊位。

## 運行形態
多数班次為井高野站 - 今里站的单一運轉交路，平日繁忙时段每小时11~15班（星期六及节假日为9~10班），午間每小时7~8班（約8分鐘的間隔）。
早晚时段有井高野站 - 清水站的區間列車，平日午前7班、午後5班，星期六及节假日则为午前3班、午後2班。
此外，平日有清水站→今里站的单向區間列車，午前开行2班。
清水車站與新森古市站間，有联络线前往長堀鶴見綠地線鶴見綠地站附近的鶴見檢車場。

## 歷史
地下鐵今里筋線行通今里筋，1957年以巴士運行，大阪市電與大阪市內東部與都心部連結的職責擔當。汽車交通量增加使該段巴士線在1969年廢止，以市營巴士承繼路線，受塞車的交通機關非常困擾，放射鐵道路線補充的鐵道路線，新的地下鐵建設計劃誕生了。
1989年的運輸政策審議會第10號報告，今後整備之檢討的路線為上新庄車站 - 湯里六丁目車站間。今後、上新庄的經路為國道479號（大阪內環狀線）與東海道新幹線的交差點（大隅1交差點）的地下構建物的障礙，起点在1996年當時東淀川區內でも住宅開發，人口急增的井高野車站變更，1999年，井高野車站 - 今里車站間的軌道事業許可在翌年──2000年3月着工，2006年12月24日開業。餘下的今里車站 - 湯里六丁目車站間未着手動工。東淀川區的人口約18萬人（2006年現在），大阪市的區內平野區、淀川區第3人口多的區域。
- 2006年（平成18年）7月6日 愛稱、車站名稱正式決定。
- 2006年（平成18年）12月24日 井高車野 - 今里車間(11.9km)開業。

## 車站列表
所有車站都位於大阪府大阪市。
| 車站編號 | 中文站名   | 日文站名 | 英文站名 | 站間距離 | 營業距離 | 接續路線                                        | 所在地   |
| -------- | ---------- | -------- | -------- | -------- | -------- | ----------------------------------------------- | -------- |
| I11      | 井高野     |          |          | -        | 0.0      |                                                 | 東淀川區 |
| I12      | 瑞光四丁目 |          |          | 0.9      | 0.9      |                                                 | 東淀川區 |
| I13      | 大桐豐里   |          |          | 1.0      | 1.9      |                                                 | 東淀川區 |
| I14      | 太子橋今市 |          |          | 1.8      | 3.7      | 大阪市高速電氣軌道： 谷町線（T13）              | 旭區     |
| I15      | 清水       |          |          | 1.2      | 4.9      |                                                 | 旭區     |
| I16      | 新森古市   |          |          | 0.9      | 5.8      |                                                 | 旭區     |
| I17      | 關目成育   |          |          | 1.3      | 7.1      | 京阪電氣鐵道： 京阪本線 … 關目（KH06）          | 城東區   |
| I18      | 蒲生四丁目 |          |          | 1.4      | 8.5      | 大阪市高速電氣軌道： 長堀鶴見綠地線（N23）      | 城東區   |
| I19      | 鴫野       |          |          | 0.9      | 9.4      | 西日本旅客鐵道： 片町線（學研都市線）（JR-H40） | 城東區   |
| I20      | 綠橋       |          |          | 1.2      | 10.6     | 大阪市高速電氣軌道： 中央線（C20）              | 東成區   |
| I21      | 今里       |          |          | 1.3      | 11.9     | 大阪市高速電氣軌道： 千日前線（S20）            | 東成區   |

1. 1 2  太子橋今市站所在地是大阪市旭區，但車站設施大部分（今里筋線部分為全體）設於相鄰的守口市內。
2. ↑  關目成育站位於國道1號地下與京阪本線（關目站附近）交差，受地底埋設物影響，配置採用上下線的月台分離、地下2樓與地下4樓的配置。